# Benzo(j)fluoranthen
Benzo[j]fluoranthen ist eine chemische Verbindung  aus der Gruppe der polycyclischen aromatischen Kohlenwasserstoffe (PAK) und enthält vier verbundene Sechserringe sowie einen Fünfring.

## Vorkommen
Benzo[j]fluoranthen kommt in fossilen Brennstoffen vor und wird bei unvollständigen Verbrennung von organischen Stoffen freigesetzt. Es wurde im Rauch von Zigaretten, Abgasen von Benzinmotoren, Emissionen aus der Verbrennung von verschiedenen Arten von Kohle und Emissionen von Ölheizungen, sowie als Verunreinigung auch in einigen Ölsorten wie Sojaöl nachgewiesen.

## Eigenschaften
Benzo[j]fluoranthen ist ein gelber bis oranger brennbarer Feststoff.

## Verwendung
Benzo[j]fluoranthen ist als Referenzmaterial für die Chromatographie erhältlich.

## Nomenklatur
Nach der IUPAC-Nomenklatur für kondensierte polycyclische Kohlenwasserstoffe ist die Basiskomponente der Verbindung Fluoranthen, das mit einem Benzolring anelliert ist und daher mit dem Präfix „Benzo-“ versehen wird. Für die Bezifferung der Fluoranthen-Kohlenstoffatome wird bei der zeichnerischen Wiedergabe der Strukturformel diese so orientiert, dass möglichst viele Ringe (hier ein Fünf- und zwei Sechsringe) auf einer horizontalen Achse und möglichst viele Ringe (hier ein Sechsring) rechts oberhalb dieser Achse liegen. Die Bezifferung beginnt an der oberen linkesten Position des obersten, rechtesten Rings und erfolgt im Uhrzeigersinn. Die Seiten der Basiskomponente werden analog der Positionsnummern 1, 2, 3 usw. fortlaufend mit kursiven Buchstaben a, b, c usw. gekennzeichnet. Da die Anellierung des Benzolrings an der j-Seite des Fluoranthens erfolgt, wird die Verschmelzungsposition in eckigen Klammern dazwischengeschoben und es ergibt sich nach IUPAC die Bezeichnung Benzo[j]fluoranthen.
Aufgrund der Symmetrie von Fluoranthen sind die Seiten j und l äquivalent und der kleinste Buchstabe erhält den Vorrang.